# Осетин (Оренбургская область)
Осети́н — село в Адамовском районе Оренбургской области. Входит в состав Адамовского поссовета.

## География
Село находится на расстоянии 20 км к юго-западу от посёлка Адамовка, административного центра района.

### Часовой пояс
Село Осетин, как и вся Оренбургская область, находится в часовой зоне МСК+2. Смещение применяемого времени относительно UTC составляет +5:00.

## Население
| 2010 |
| ---- |
| 17   |